# Jan Staruszkiewicz
Jan Staruszkiewicz (ur. 13 stycznia 1843, zm. 26 września 1921) – sędzia, adwokat, działacz społeczny i polityczny.

## Życiorys

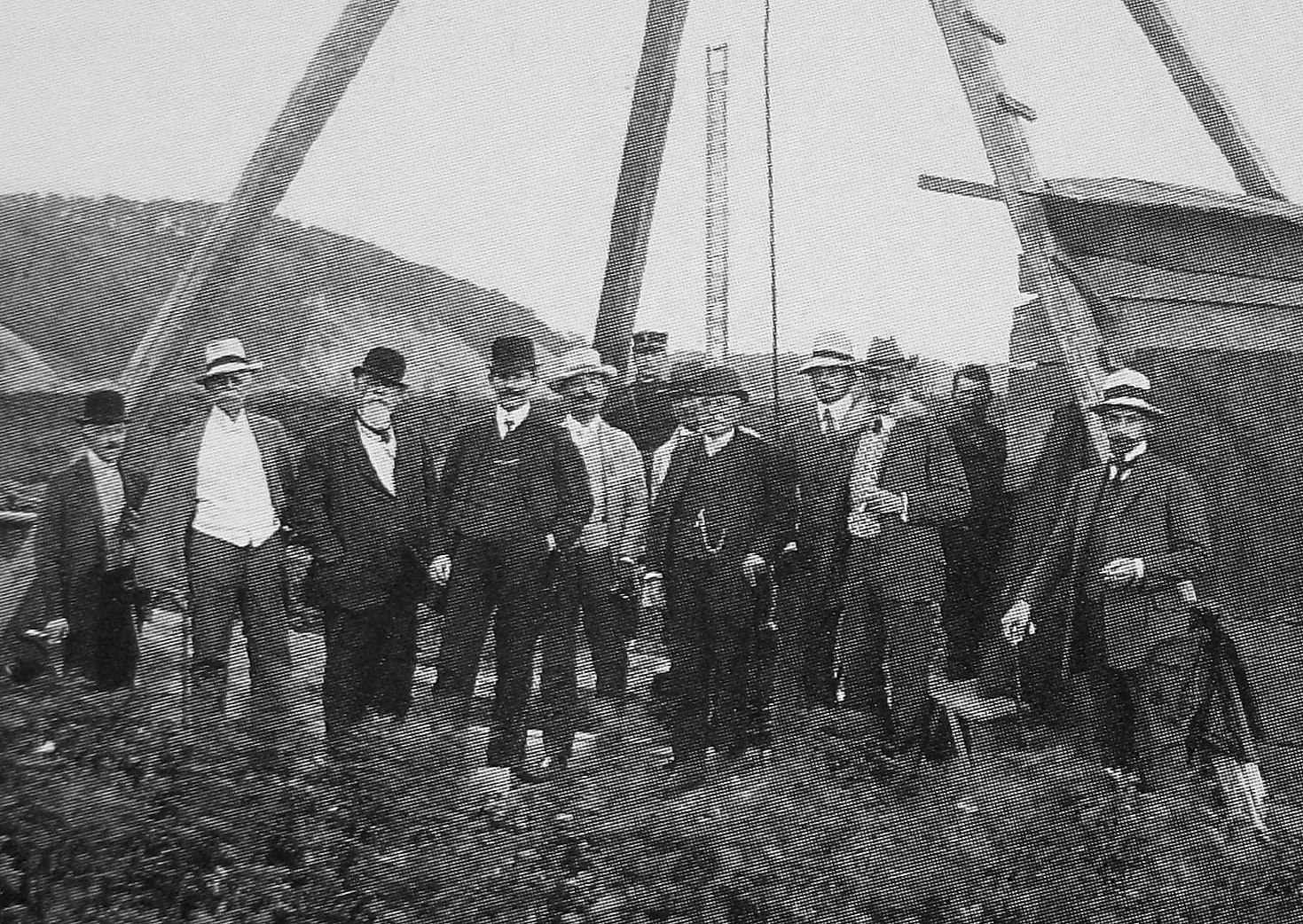
Osobistości przy odwiercie w Trepczy podczas prac poszukiwawczych celem ujęcia wody na potrzeby wodociągu miejskiego w Sanoku (ok. 1905). Od lewej: inż. Władysław Beksiński (2), dr Jacek Jabłoński (3), Feliks Giela (4), dr Salomon Ramer (5), dr Jan Staruszkiewicz (7), inż. Wilhelm Szomek (9)

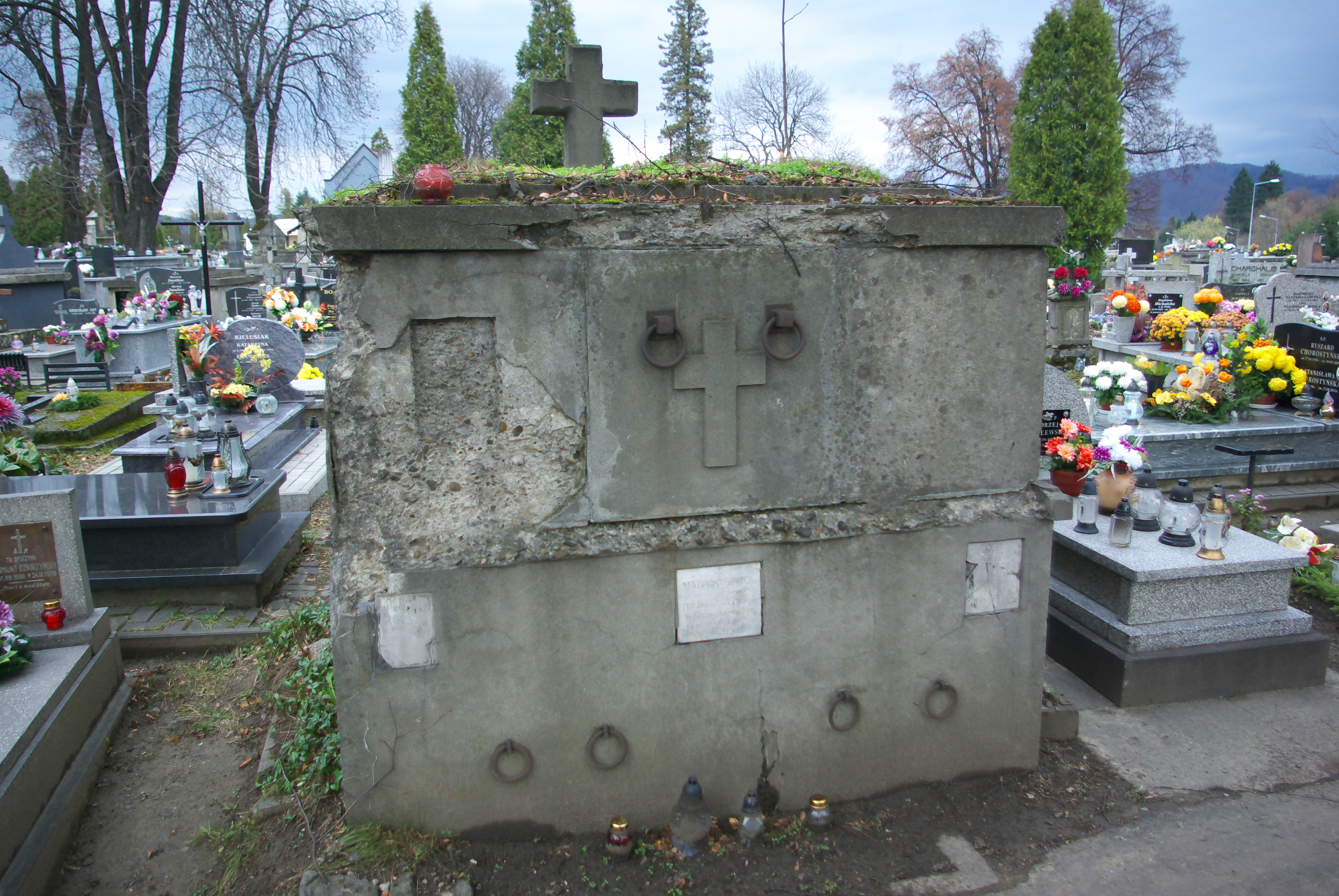
Grobowiec rodzinny Jana Staruszkiewicza

Urodził się 13 stycznia 1843. W okresie zaboru austriackiego wstąpił do c. k. służby sądowniczej. Od około 1865 był auskaltantem C. K. Wyższego Sądu Krajowego we Lwowie przydzielonym do C. K. Sądu Obwodowego w Samborze. Po wprowadzeniu autonomii galicyjskiej, od około 1867 był aktuariuszem, a od 1868 do około 1876 był adjunktem przy początkowo prowizorycznym, później etatowym C. K. Sądzie Powiatowym w Żmigrodzie, w tym od około 1873 był jednocześnie sędzią dla spraw drobnych. Następnie, od połowy 1876 do około 1879 był adjunktem przy C. K. Sądzie Powiatowym w Krośnie. Około 1879 był sędzią C. K. Sądu Powiatowego w Dukli.
Jako sędzia powiatowy w 1887 został mianowany radcą sądu krajowego w Dukli dla Sanoka. Od 1887 w utworzonym w tym roku C. K. Sądzie Obwodowym w Sanoku w charakterze radcy był sędzią do około 1899. Równolegle, jako radca tegoż sądu od około 1890 był asesorem w C. K. Sądzie Powiatowym dla spraw dochodów skarbowych w Sanoku. Był mianowany zastępcą przewodniczącego sądu przysięgłych w Sanoku: 27 stycznia 1888 na kadencję od 5 marca 1888 (przew. Franciszek Żeleski), 31 grudnia 1895 na kadencję od 11 lutego 1896 (przew. Michał Stefko), 30 grudnia 1898 na kadencję od 27 lutego 1899 (przew. Adolf Sahanek).
Decyzją Izby Adwokackiej w Przemyślu z 17 listopada 1899 został wpisany na listę adwokatów z siedzibą w Sanoku. Od około 1900 był czynny jako adwokat przy C. K. Sądzie Obwodowym w Sanoku. Jako emerytowany radca sądowy i sędzia otworzył kancelarię adwokacką w Sanoku w 1902. Był obrońcą w sprawach karnych, m.in. w 1910 bronił oskarżonego Floriana Pieleckiego w głośnej sprawie oszustwa przy zakupie wsi Nowosiółki Baligrodzkie. Występował także jako syndyk i reprezentant prawny miasta Sanoka. Urzędował przy ulicy Jana III Sobieskiego w Sanoku. Po wybuchu I wojny światowej od 20 września 1914 przebywał w Weiz (Styria).
Był politykiem Polskiego Stronnictwa Demokratycznego (tzw. „galicyjscy demokraci”). Pełnił mandat radnego rady miejskiej w Sanoku od końca XIX wieku (w 1898 został asesorem), na początku XX wieku, w wyborach w 1907 nie mógł kandydować (jako że zamieszkując w gminie Posada Sanocka posiadał czynne prawo wyborcze, a nie posiadał biernego prawa wyborczego. W 1910 został mianowany tymczasowym zastępcą naczelnika (Feliks Giela) gminy Posada Sanocka i asesorem (po jej przyłączeniu do miasta w 1910 w wyniku decyzji Wydziału Krajowego we Lwowie z 1909). Został wybrany radnym Sanoka ponownie w 1910 oraz uzyskał mandat w pierwszej po I wojnie światowej kadencji rady od 1919.
Był członkiem sanockiego biura powiatowego Stowarzyszenia Czerwonego Krzyża mężczyzn i dam w Galicji. Został założycielem i wieloletnim prezesem Kółka Dramatyczno-Muzycznego w Sanoku. Był członkiem zwyczajnym Macierzy Szkolnej dla Księstwa Cieszyńskiego, członkiem sanockiego gniazda Polskiego Towarzystwa Gimnastycznego „Sokół” od jego założenia w 1889. Był dietariuszem wiedeńskiego stowarzyszenia „Samopomoc”. 15 marca 1904 został wybrany naczelnikiem (dyrektorem) kancelarii dyrekcji Kasy Oszczędności Miasta Sanoka i pełnił tę funkcję w kolejnych latach. Działał w ruchu przeciwalkoholowym w Sanoku.
W 1898 został odznaczony Krzyżem Kawalerskim Orderu Franciszka Józefa.
Jako emerytowany radca sądowy i adwokat krajowy zmarł 26 września 1921. Został pochowany w grobowcu rodzinnym na cmentarzu przy ul. Rymanowskiej w Sanoku. Jego żoną od około 1875 była Klementyna z domu Filipowicz (ur. 1853, zm. 23 maja 1919, działaczka Towarzystwa św. Wincentego à Paulo w Sanoku). Ich dziećmi byli: Stanisława Konstancja (ur. 1871, od 1903 zamężna z sędzią Janem Rucińskim, zm. 1941), Włodzimierz (ur. 1875, wyznania greckokatolickiego, od około 1899 auskultant przy C. K. Sądzie Obwodowym w Sanoku, porucznik rezerwy w korpusie oficerów pospolitego ruszenia sądowych Wojska Polskiego, zm. 14 lutego 1939), Maria (ur. 1887, od 1908 zamężna z lekarzem dr. Stanisławem Machnickim). W 1893 Jan Staruszkiewicz został ojcem chrzestnym Aleksandra Ślączki.